# Fidena vallensis
Fidena vallensis är en tvåvingeart som beskrevs av Wilkerson 1979. Fidena vallensis ingår i släktet Fidena och familjen bromsar.
Artens utbredningsområde är Colombia. Inga underarter finns listade i Catalogue of Life.